# هنری لوسیان دوست
هنری لوسیان دوست (انگلیسی: Henri Lucien Doucet; ۲۳ اوت ۱۸۵۶ – ۳۰ دسامبر ۱۸۹۵) نقاش اهل فرانسه بود.
وی همچنین برندهٔ جوایزی همچون لژیون دونور (شوالیه) و جایزه بزرگ رم شده‌است.